# دانيال هاملتون (كرة سلة)
دانيال هاملتون (بالإنجليزية: Daniel Hamilton)‏ مواليد 8 أغسطس 1995 في لوس أنجلوس، هو لاعب كرة سلة أمريكي. بدأ مسيرته الاحترافية في سنة 2016. تم اختياره من قبل فريق دنفر ناغتس خلال الدرافت. يلعب مع أوكلاهوما سيتي بلو في دوري الرابطة الوطنية لفئة التطوير. يحمل الرقم 25. يبلغ طوله 6 قدم 6 بوصة (2.0 م).

## روابط خارجية
- دانيال هاملتون على موقع إن بي أي (الإنجليزية)
- دانيال هاملتون على موقع سبورتس رفرنس (الإنجليزية)
- دانيال هاملتون على موقع كرة السلة الأوروبية.كوم (الإنجليزية)
- دانيال هاملتون على موقع DraftExpress.com (الإنجليزية)
- دانيال هاملتون على موقع إي إس بي إن.كوم (الإنجليزية)
- دانيال هاملتون على موقع كلية كرة السلة في سبورتس رفرنس.كوم (الإنجليزية)
- دانيال هاملتون على موقع ريلجم (الإنجليزية)
- دانيال هاملتون على موقع بروبوليرز (الإنجليزية)
- دانيال هاملتون على موقع سبورتس رفرنس (الإنجليزية)
- دانيال هاملتون على موقع سبورتس رفرنس (الإنجليزية)